# Molothrus
Molothrus és un dels gèneres d'ocells, de la família dels ictèrids (Icteridae).

## Taxonomia
Segons la classificació del Congrés Ornitològic Internacional (versió 15.1, 2025), aquest gènere conté 6 espècies:
- Vaquer cridaner (Molothrus rufoaxillaris Cassin, 1866)
- Vaquer gegant (Molothrus oryzivorus Gmelin, JF, 1788)
- Vaquer lluent (Molothrus bonariensis Gmelin, JF, 1788)
- Vaquer capbrú (Molothrus ater Boddaert, 1783)
- Vaquer bronzat (Molothrus aeneus Wagler, 1829)
- Vaquer petit (Molothrus armenti Cabanis, 1851)